# CF Atlètic Amèrica
CF Atlètic Amèrica (kat. Club de Futbol Atlètic Amèrica) – andorski klub piłkarski mający siedzibę w mieście Escaldes-Engordany, na południu kraju, grający w rozgrywkach Segona Divisió.

## Historia
Chronologia nazw:
- 2010: CF Atlètic Amèrica (kat. Club de Futbol Atlètic Amèrica)

Klub piłkarski CF Atlètic Amèrica został założony w Escaldes-Engordany 9 marca 2010 roku. Początkowo zespół brał udział w rozgrywkach futsalowych. Kilka lat później klub utworzył pierwszą drużynę seniorów, która w sezonie 2015/16 debiutowała w Segona Divisió (D2), zajmując siódme miejsce w tabeli. W następnym sezonie uplasowała się na trzeciej pozycji i potem walczyła o awans w turnieju barażowym, w którym również była trzecią. Kolejny sezon 2017/18 był nieudanym dla klubu, po zajęciu końcowej 10.pozycji spadł z rozgrywek ligowych. Po roku przerwy w rozgrywkach zawodowych zespół znów startował w Segona Divisió, jednak sezon 2019/20 został zakończony wcześniej (5 maja 2020) z powodu pandemii COVID-19. Tak jak klub zajmował siódme miejsce, to nie mógł liczyć na awans. W następnym sezonie 2020/21 uplasował się na piątej pozycji. W kolejnym sezonie 2021/22 zespół znów był piątym, ale tym razem zakwalifikował się do turnieju barażowego (trzecie miejsce zajęła druga drużyna UE Santa Coloma, która nie mogła grać finale). W turnieju playoff zajął ostatnią czwartą lokatę. Dopiero w sezonie 2022/23 po zajęciu drugiej lokaty w tabeli i po wicemistrzostwu w barażach zdobył historyczny awans do Primera Divisió.

## Barwy klubowe, strój, herb, hymn
|  |  |

Klub ma barwy czerwono-białe. Zawodnicy domowe spotkania zazwyczaj grają w pasiastych pionowo czerwono-białych koszulkach, niebieskich spodenkach oraz niebieskich getrach.

## Sukcesy

### Trofea międzynarodowe
Nie uczestniczył w rozgrywkach europejskich (stan na 31-05-2023).

### Trofea krajowe
| \| \| Zdobyte trofea w rozgrywkach Andory (stan na: 31-05-2023) \| |                                                           |      |                  |
| Rozgrywki                                                          | Osiągnięcie                                               | Razy | Sezon(y)         |
| Mistrzostwo                                                        | I miejsce                                                 | 0    |                  |
| Mistrzostwo                                                        | II miejsce                                                | 0    |                  |
| Mistrzostwo                                                        | III miejsce                                               | 0    |                  |
| Mistrzostwo                                                        | ?.miejsce                                                 | 1    | 2023/24          |
| Puchar                                                             | zdobywca                                                  | 0    |                  |
| Puchar                                                             | finalista                                                 | 0    |                  |
| Puchar                                                             | ćwierćfinalista                                           | 2    | 2016/17, 2022/23 |
| II liga                                                            | I miejsce                                                 | 0    |                  |
| II liga                                                            | II miejsce                                                | 1    | 2022/23          |
| II liga                                                            | III miejsce                                               | 1    | 2016/17          |
| Andora                                                             | Zdobyte trofea w rozgrywkach Andory (stan na: 31-05-2023) |      |                  |

## Poszczególne sezony

### Rozgrywki międzynarodowe

#### Europejskie puchary
Nie uczestniczył w rozgrywkach europejskich.

### Rozgrywki krajowe
| \| Andora \| Bilans występów klubu w rozgrywkach piłkarskich Andory (Stan na 31 maja 2023 r.) \| \| |                                                                                  |        |       |   |   |   |    |    |     |                      |        |        |      |
| Poziom                                                                                              | Rozgrywki                                                                        | Sezony | Mecze | Z | R | P | B+ | B– | Pkt | Lata                 | Awanse | Spadki | Naj. |
| I                                                                                                   | Primera Divisió                                                                  | 1      |       |   |   |   |    |    |     | od 2023              | 0      | 0      | ?    |
| II                                                                                                  | Segona Divisió                                                                   | 7      |       |   |   |   |    |    |     | 2015–2017, 2018–2023 | 1      | 1      | 2    |
| | Puchar Andory                                                                    | 4      |       |   |   |   |    |    |     | od 2015/16           | 0      | 0      | 1/4  |
| Andora                                                                                              | Bilans występów klubu w rozgrywkach piłkarskich Andory (Stan na 31 maja 2023 r.) |        |       |   |   |   |    |    |     |                      |        |        |      |

## Piłkarze, trenerzy, prezydenci i właściciele klubu

### Piłkarze

#### Aktualny skład zespołu
Stan na1 października 2023
| Nr | Poz. | Piłkarz           |
| -- | ---- | ----------------- |
| 1  | BR   | Sebastián Obregón |
| 2  | PO   | Daniel Cerqueira  |
| 3  | PO   | Amancio Serrano   |
| 4  | OB   | Wilmar            |
| 5  | OB   | Facundo Mayo      |
| 6  | OB   | Facundo Bustos    |
| 7  | NA   | Eric Balastegui   |
| 8  | PO   | Cristian Callejas |
| 9  | NA   | Carlitos González |
| 10 | OB   | Javi López        |
| 11 | NA   | Dani Rojas        |
| 15 | OB   | Joel Giadas       |
| 17 | NA   | Rober             |

| Nr | Poz. | Piłkarz               |
| -- | ---- | --------------------- |
| 18 | OB   | Isaac Caracuel        |
| 19 | NA   | Sebastián Gómez       |
| 21 | OB   | Martín Zuquetti       |
| 22 | NA   | Cristian Millán       |
| 24 | BR   | Mario Camacho         |
| 25 | BR   | Mauro                 |
| 29 | NA   | Matías Bellino        |
| 32 | OB   | Patricio Basterrechea |
| 33 | PO   | Juan Monteros         |
| 47 | NA   | Álvaro del Ojo        |
|    | NA   | Josep Maria Tizón     |
|    | NA   | Cristian Martínez     |

### Trenerzy
...
- 2015–1.07.2022:  Theodoro Julio Olortegui Guerrero
- od 1.07.2022:  Cristián Andrés Lara Gonzalez

## Struktura klubu

### Stadion
Klub piłkarski rozgrywa swoje mecze domowe na stadionie Camp de Futbol d’Ordino w Ordino, który może pomieścić 200 widzów.

## Kibice i rywalizacja z innymi klubami

### Derby
- Atlètic Club d’Escaldes
- CE Carroi
- Inter Club d’Escaldes